# Sonia Pulido
Sonia Pulido (Barcelona, 1973) és una artista catalana. Llicenciada en Belles Arts, en l'especialitat de gravat i estampació. També es dedica a l'ensenyament artístic com a docent a Escola d'Art de Sant Cugat i a l'escola de disseny EINA.
Sonia Pulido parteix d'uns referents tradicionals per fer unes vinyetes que tenen a veure més amb la il·lustració que amb el llenguatge pur del còmic. S'alimenta d'imatges dels anys cinquanta, tot i que la caracterització del seu estil deriva al collage i les il·lustracions amb colors plans. Ha treballat com a il·lustradora per a diverses publicacions com El País Semanal, Stripburger, El País de les temptacions, Tretzevents, Editorial Planeta, Rockdelux, Cinemanía, Mujer21, Esquitx, NSLM. Les seves nombroses exposicions individuals i col·lectives han pogut ser vistes a Espanya, Mèxic, Bolívia i Islàndia.
És autora del cartell de les Festes de la Mercè 2018.

## Publicacions
- Puede que esta vez (Sinsentido) 2006, guió Xavi Doménech
- Cromos de luxe (Sinsentido) 2007
- Duelo de caracoles (Sinsentido) 2011, guió Pere Joan.

## Premis i reconeixements
- 2020: Premi Nacional d'Il·lustració del Ministeri de Cultura d'Espanya.[4]

- 2002: Premi d'il·lustració "Injuve"
- 1999: Biennal d'Eivissa "Ibizagrafic 99"
- 1998: V certamen nacional de gravat
- 1997: VIII Biennal of Young Artists,